# Pandavkhani
Pandavkhani (nep. पाण्डवखानी) – gaun wikas samiti w zachodniej części Nepalu w strefie Dhawalagiri w dystrykcie Baglung. Według nepalskiego spisu powszechnego z 2011 roku liczył on 552 gospodarstwa domowe i 2380 mieszkańców (1378 kobiet i 1002 mężczyzn).